# Copponex
Copponex és un municipi francès situat al departament de l'Alta Savoia i a la regió d'Alvèrnia-Roine-Alps. L'any 2007 tenia 752 habitants.

## Demografia

### Població
El 2007 la població de fet de Copponex era de 752 persones. Hi havia 276 famílies de les quals 63 eren unipersonals (37 homes vivint sols i 26 dones vivint soles), 62 parelles sense fills, 129 parelles amb fills i 22 famílies monoparentals amb fills.
La població ha evolucionat segons el següent gràfic:
Habitants censats

### Habitatges
El 2007 hi havia 360 habitatges, 284 eren l'habitatge principal de la família, 40 eren segones residències i 36 estaven desocupats. 282 eren cases i 78 eren apartaments. Dels 284 habitatges principals, 239 estaven ocupats pels seus propietaris, 36 estaven llogats i ocupats pels llogaters i 9 estaven cedits a títol gratuït; 2 tenien una cambra, 26 en tenien dues, 42 en tenien tres, 60 en tenien quatre i 154 en tenien cinc o més. 264 habitatges disposaven pel capbaix d'una plaça de pàrquing. A 103 habitatges hi havia un automòbil i a 175 n'hi havia dos o més.

### Piràmide de població
La piràmide de població per edats i sexe el 2009 era:
| Homes | Edats   | Dones |
| ----- | ------- | ----- |
| 0     | 95 o +  | 0     |
| 0     | 90 a 94 | 0     |
| 4     | 85 a 89 | 0     |
| 4     | 80 a 84 | 4     |
| 0     | 75 a 79 | 4     |
| 4     | 70 a 74 | 12    |
| 20    | 65 a 69 | 0     |
| 0     | 60 a 64 | 4     |
| 8     | 55 a 59 | 12    |
| 44    | 50 a 54 | 16    |
| 32    | 45 a 49 | 44    |
| 36    | 40 a 44 | 12    |
| 24    | 35 a 39 | 36    |
| 28    | 30 a 34 | 20    |
| 16    | 25 a 29 | 20    |
| 24    | 20 a 24 | 12    |
| 20    | 15 a 19 | 28    |
| 28    | 10 a 14 | 20    |
| 20    | 5 a 9   | 36    |
| 8     | 0 a 4   | 32    |

## Economia
El 2007 la població en edat de treballar era de 523 persones, 426 eren actives i 97 eren inactives. De les 426 persones actives 406 estaven ocupades (217 homes i 189 dones) i 20 estaven aturades (11 homes i 9 dones). De les 97 persones inactives 32 estaven jubilades, 37 estaven estudiant i 28 estaven classificades com a «altres inactius».

### Ingressos
El 2009 a Copponex hi havia 283 unitats fiscals que integraven 767,5 persones, la mediana anual d'ingressos fiscals per persona era de 25.163 €.

### Activitats econòmiques
Dels 29 establiments que hi havia el 2007, 3 eren d'empreses de fabricació d'altres productes industrials, 8 d'empreses de construcció, 5 d'empreses de comerç i reparació d'automòbils, 1 d'una empresa de transport, 5 d'empreses d'hostatgeria i restauració, 2 d'empreses immobiliàries, 1 d'una empresa de serveis, 2 d'entitats de l'administració pública i 2 d'empreses classificades com a «altres activitats de serveis».
Dels 13 establiments de servei als particulars que hi havia el 2009, 2 eren tallers de reparació d'automòbils i de material agrícola, 1 guixaire pintor, 4 fusteries, 1 electricista, 4 restaurants i 1 saló de bellesa.
L'any 2000 a Copponex hi havia 12 explotacions agrícoles que ocupaven un total de 408 hectàrees.

## Equipaments sanitaris i escolars
El 2009 hi havia una escola elemental.

## Poblacions més properes
El següent diagrama mostra les poblacions més properes.